# 费拉拉市立剧院

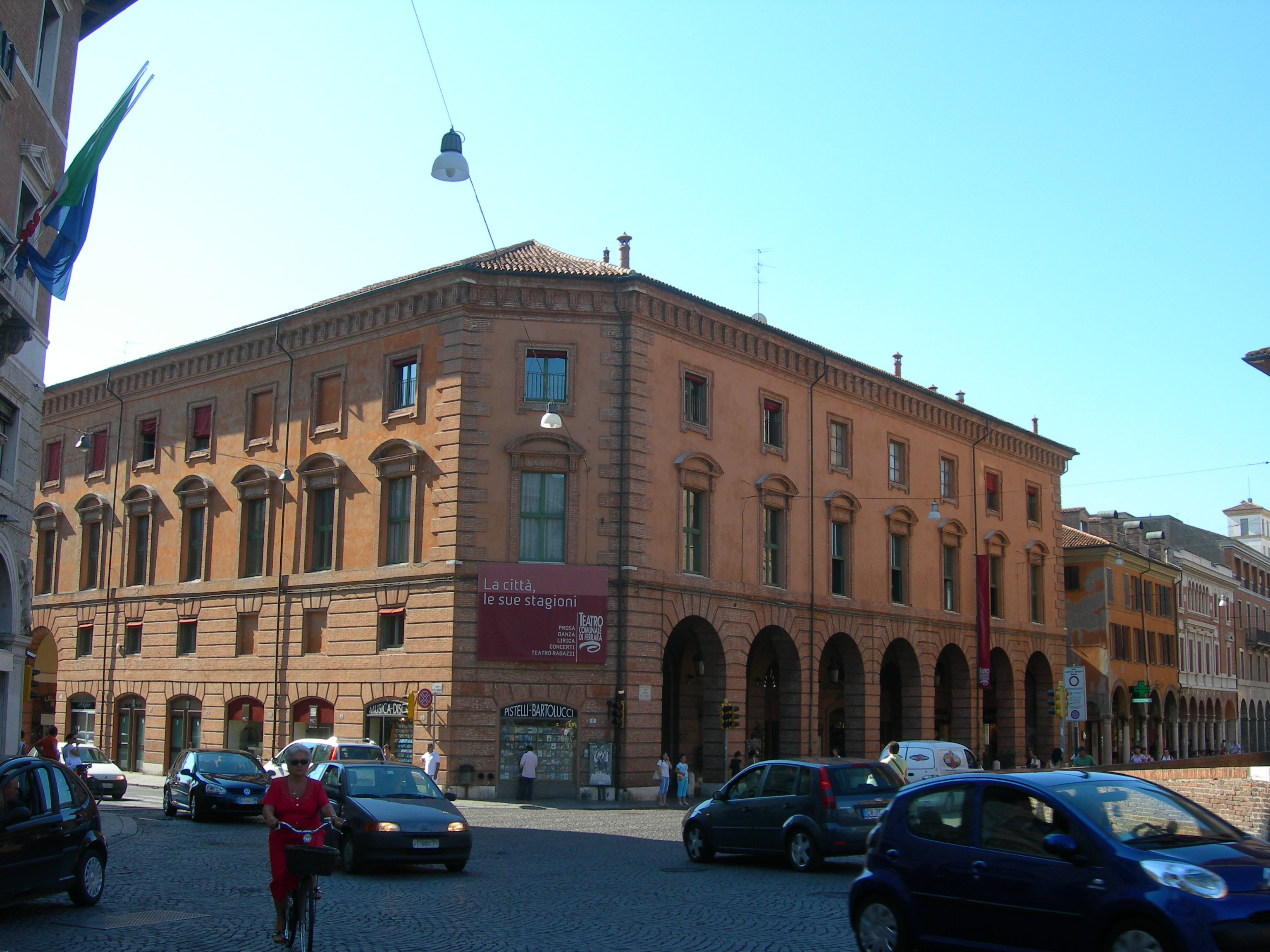
费拉拉市立剧院

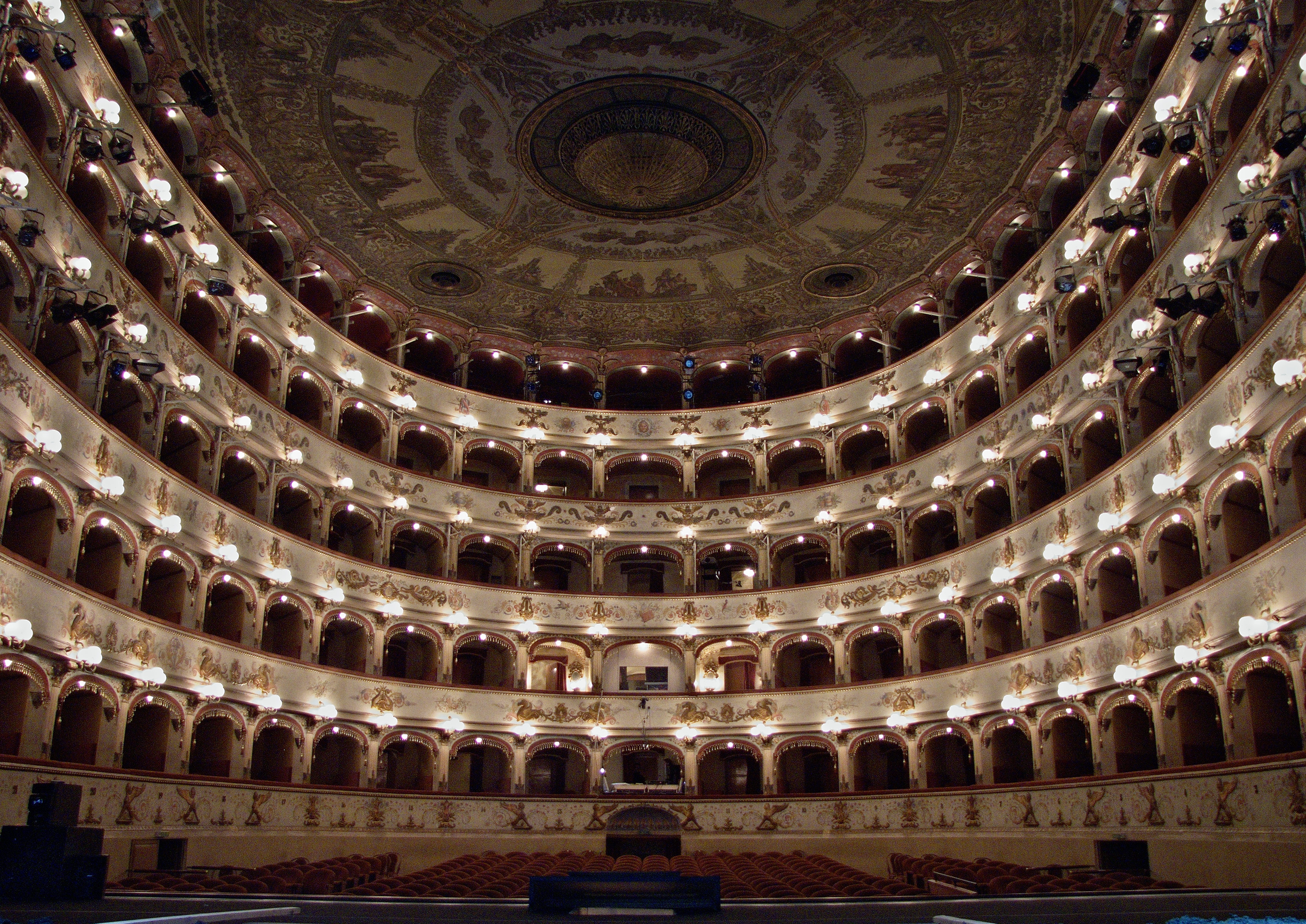

费拉拉市立剧院（Teatro Comunale）是意大利费拉拉的一个歌剧院，建于1786-1797年之间，有990个座位。
1786年，教宗新特使斯皮内利枢机的到来，催生了新剧场的建设。建筑师为科西莫·莫尔利和安东尼奥·福希尼。他们关于椭圆形观众席的设计理念的分歧导致了冲突，最终通过通过妥协得以解决。1798年9月2日，剧院揭幕。
第二次世界大战期间，剧院遭盟军轰炸，损失严重。

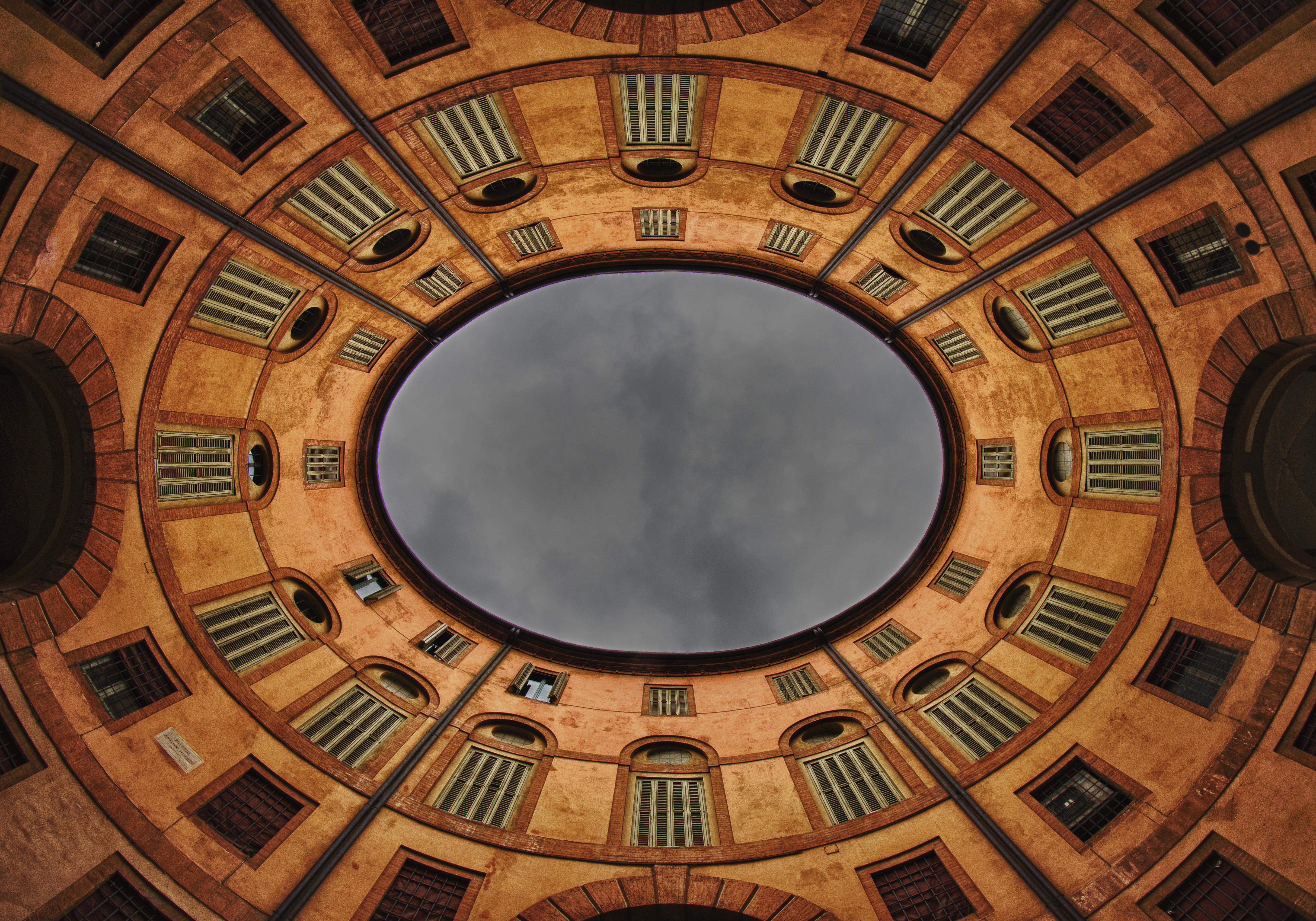